# Dendromus melanotis
Dendromus melanotis är en däggdjursart som beskrevs av Smith 1834. Dendromus melanotis ingår i släktet Dendromus och familjen Nesomyidae. IUCN kategoriserar arten globalt som livskraftig. Inga underarter finns listade i Catalogue of Life.
Denna gnagare förekommer med flera från varandra skilda populationer i Afrika söder om Sahara. Arten hittas bland annat i Liberia och Guinea, i Etiopien och med ett större utbredningsområde i södra Afrika. Dendromus melanotis vistas i låglandet och i bergstrakter upp till 2000 meter över havet. Habitatet utgörs av savanner och andra gräsmarker.
Arten når en kroppslängd (huvud och bål) av 56 till 86 mm, en svanslängd av 71 till 113 mm och en vikt av 4 till 12 g. Den har 16 till 21 mm långa bakfötter och 12 till 13 mm stora öron. Den mjuka och ulliga pälsen på ovansidan har en brun till rödbrun färg som kan ha några gråaktiga fläckar. Typisk är en mörk längsgående linje på ryggens topp. På undersidan förekommer ljusgrå till vit päls och dessutom finns en vit fläck framför varje öra. Vid framtassarna är tummen och lillfingret små och de används inte när djuret går. Stortån och lilltån har ingen klo utan en nagel. Hos honor förekommer 8 spenar.
Djuret är nattaktivt och vilar på dagen i det klotrunda boet som skapas av gräs och som placeras i buskar eller annan växtlighet cirka en meter över marken. Ibland använder Dendromus melanotis underjordiska håligheter som sovplats. Arten äter nästan uteslutande frön och under vissa tider små ryggradslösa djur. Individer som hölls i samma bur var aggressiva mot varandra. I södra delen av utbredningsområdet sker ungarnas födelse i samband med regntiden. Upphittade honor var dräktiga med 2 till 8 ungar.